# Bertram Cremon

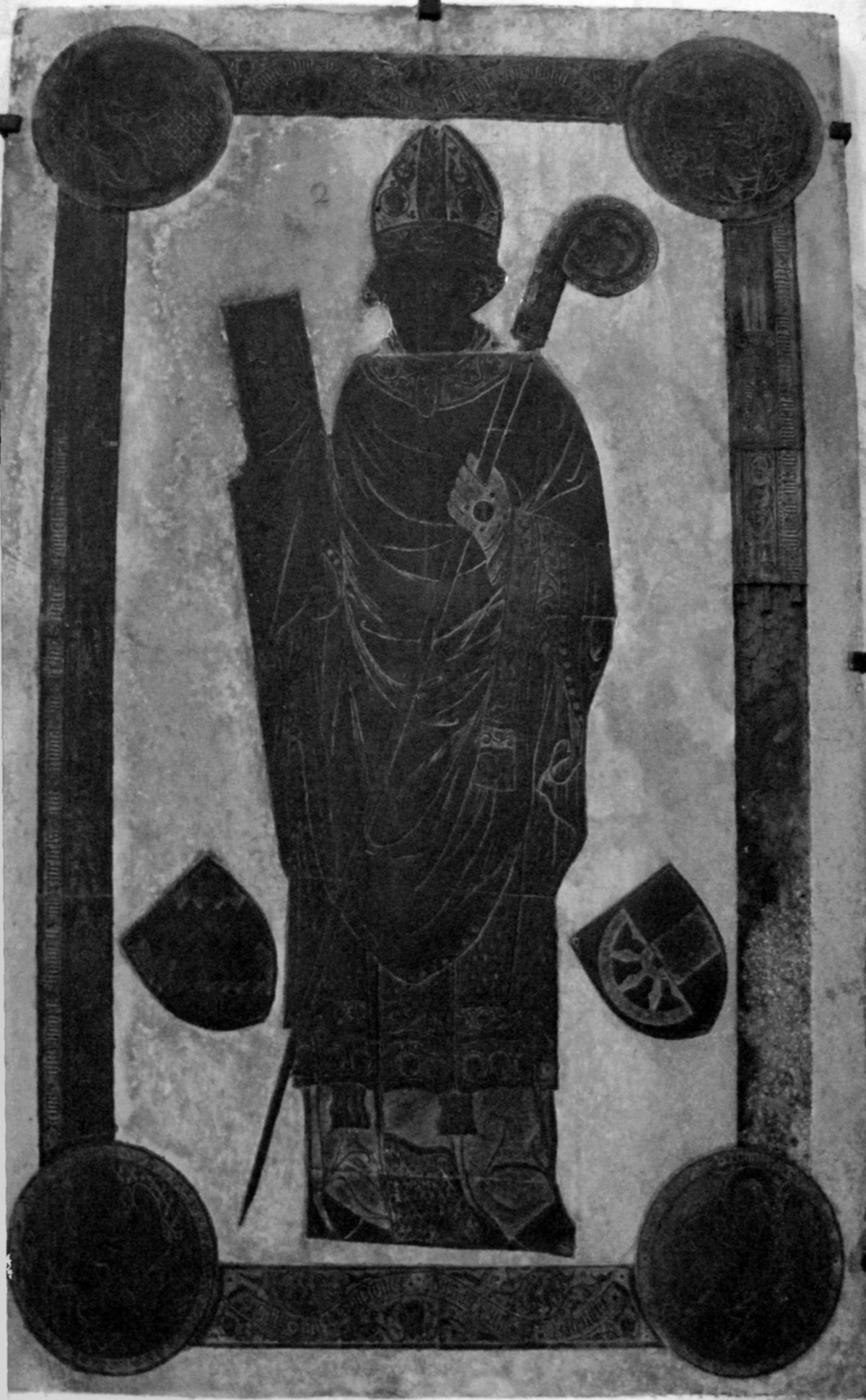
Cremons Grabplatte im Lübecker Dom

Bertram v. Cremon († 5. Januar 1377 in Lübeck) war Domherr in Hamburg und ab 1350 Bischof von Lübeck.

## Leben
Der vierzehnte Bischof von Lübeck entstammte dem mecklenburgischen Adelsgeschlecht Cremon (Cramon). Er war vor seiner Ernennung zum Bischof um 1329 Kirchherr zu Damshagen und danach Domherr zu Hamburg und Pfarrherr in Boizenburg. Bertram Cremon hatte sich mit Steno Berg um Eutin auseinanderzusetzen, da dieser behauptete, dass seine Vorfahren den Ort nur pfandweise überlassen hätten. Es kam zu einer Schlichtung, wobei der Graf Heinrich II. von Holstein und die beiden Herzöge Albrecht und Johann von Mecklenburg als Schiedsrichter fungierten. Sie wiesen die Ausführungen jedoch als falsch ab und König Karl IV. erteilte dem Bischof und dem Domkapitel am 5. Januar 1354 einen Schutzbrief. Cremon bemühte sich besonders um die Vermehrung der bischöflichen Landgüter. Er kaufte den Hof Hobbersdorf, die Dörfer Horsdorf und Ratekau, das Gut Ruppersdorf nebst See und Mühle, sowie Neuhof aus dem Erlös des verkauften Dorfes Pronstorf. Weiter Rotensande nebst der Mühle, Torchow, Offendorf und Timmdorf. Holm verkaufte er nebst 15 Mark jährlicher Rente dem Rat in Lütjenburg. Dem Lübecker Dom schenkte er kostbare Gerätschaften. Das Katharinenkloster wurde zu seiner Zeit repariert und erweitert (1353). Am 22. Oktober 1375 empfing er Kaiser Karl IV. in Lübeck.
Sein Sekretsiegel der Jahre 1351–1371 zeigt ihn kniend mit betend erhobenen Händen unter einer Darstellung der Heiligen Katharina von Alexandrien, die unter einem Baldachin thront. Es nimmt damit deutlich die in der Adelsfamilie von Cramon schon im Familienwappen durch das Katharinenrad ausgedrückte Katharinenverehrung dieser Familie wieder auf.
Seine Grabplatte im Lübecker Dom misst 308 × 198 cm. Die Messingeinlagen sind aufwendig graviert und allein sein Abbild besteht aus zehn einzelnen, zur Figur zusammengesetzten Messingplatten. In den vier Eckmedaillons sind Evangelisten dargestellt. Die Grabplatte befand sich ehemals im inneren Chorraum und wurde 1886 an der nordwestlichen Wand des Querschiffs angebracht.